# Nichols (Wisconsin)
Nichols – wieś w Stanach Zjednoczonych, w stanie Wisconsin, w hrabstwie Outagamie.